# Lijst van Nederlandse artiesten
Dit is een overzicht van soloartiesten van Nederlandse bodem over wie een eigen artikel op de Nederlandstalige Wikipedia beschikbaar is. De lijst is ongetwijfeld onvolledig.

## 0-9
- 3robi

## A

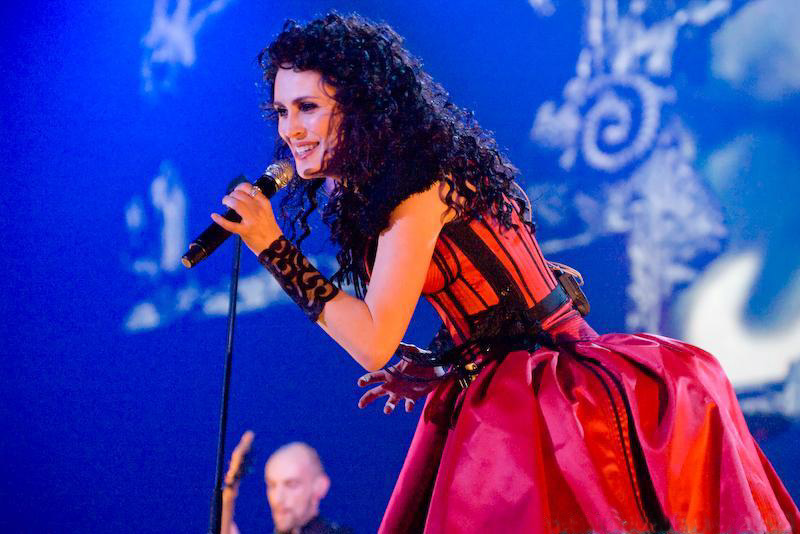
Sharon den Adel van de band Within Temptation

- De Aal
- Dennis van Aarssen
- Erna Abramowitz
- Thomas Acda
- Arthur Adam
- Sharon den Adel
- Adje
- Afrojack
- Rob Agerbeek
- I Am Aisha
- Emerson Akachar
- Alex Akela
- Jan Akkerman
- Tim Akkerman
- Akwasi
- Chris Alain
- Dorona Alberti
- Willeke Alberti
- Willy Alberti
- Koos Alberts
- Sevn Alias
- Alexander Moto
- Amber
- Najib Amhali
- Amina
- Louis Andriessen
- Angel-Eye
- Angerfist
- Angesz
- Anja
- Antoon
- Keren Ann
- Stevie Ann
- Ruben Annink
- Anouk
- Dick van Altena
- Alexandra Alphenaar
- Appa
- Amber Arcades
- Architrackz
- Jenny Arean
- Ares
- Armand
- Ashafar
- Frank Ashton
- Astronaut
- Thomas Azier

## B

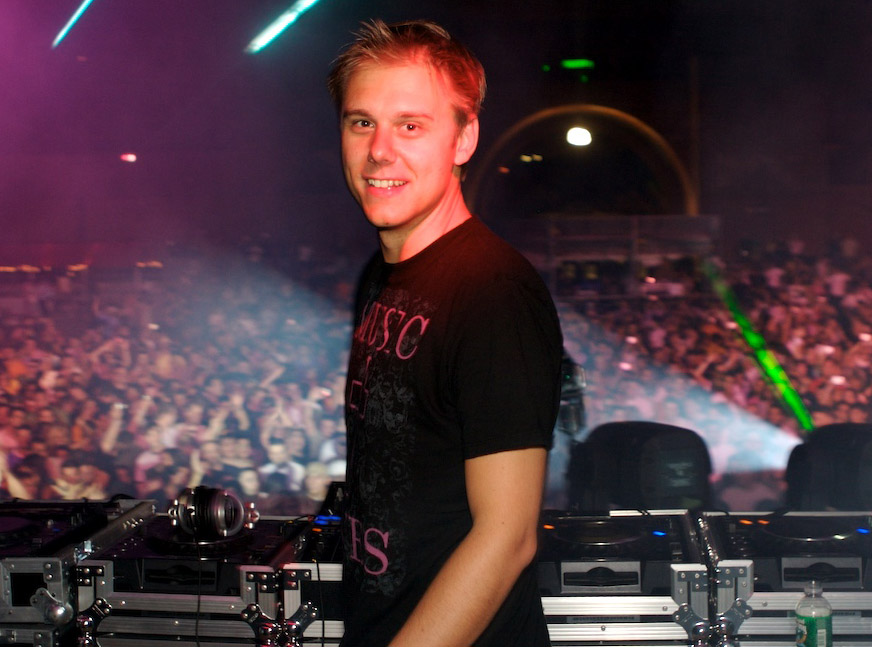
Armin van Buuren

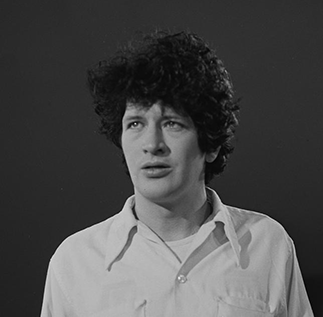
Herman Brood

- Ali B
- Babs
- Bart-Jan Baartmans
- Babet
- George Baker
- Bakermat
- Cor Bakker
- Marco Bakker
- Marlene Bakker
- Jim Bakkum
- Des Balentien
- Kinga Bán
- Lou Bandy
- Davy Barendrecht
- Bartofso
- Olav Basoski
- Frans Bauer
- Pia Beck
- Guus Becker
- Phil Bee
- Loïs Beekhuizen
- Peter Beense
- Joost van Bellen
- Benwal
- Fedde ten Berge
- Thomas Berge
- Petra Berger
- Fabiënne Bergmans
- Jerry Bey
- Han Bennink
- Bente
- Jody Bernal
- Tim Beumers
- John de Bever
- Wim de Bie
- Pleun Bierbooms
- Big2
- Bigidagoe
- Martine Bijl
- Stevie Bill
- Bizzey
- Bizzy Blaze
- BKO
- Marco Blaauw
- Blackbird
- Judy Blank
- Peter Blanker
- Blanks
- Blaudzun
- Blaxtar
- Karin Bloemen
- Adèle Bloemendaal
- Bnnyhunna
- Bob uit Zuid
- Melle Boddaert
- Boef
- Frank Boeijen
- Jan Boezeroen
- Christiana Bohorquez
- Bokoesam
- Bokke8
- Ferdi Bolland
- Rob Bolland
- Rosa van Bommel
- Martine Bond
- P.J.M. Bond
- Hans de Booij
- Jeroen van der Boom
- Thijs Boontjes
- Lisa Boray
- Johan Borger
- Bertus Borgers
- Boris
- Eric Borrias
- Jada Borsato
- Marco Borsato
- Stef Bos
- Stella Bos
- Vajèn van den Bosch
- Carlo Boszhard
- Maayke Bouten
- Bowe
- Brace
- Mattanja Joy Bradley
- Brainpower
- Cor Brak
- Ron Brandsteder
- Patty Brard
- Arjan Brass
- Willem Breuker
- Arjan Breukhoven
- Ria Brieffies
- Broertje
- Corry Brokken
- Wesly Bronkhorst
- Herman Brood
- Brownie Dutch
- Koen Brouwer
- Dolf Brouwers
- Sasja Brouwers
- Franklin Brown
- Miggs de Bruijn
- Joke Bruijs
- Willem de Bruin
- Brunzyn
- Brutus
- Joe Buck
- Dave Budha
- Xander de Buisonjé
- Marga Bult
- Armin van Buuren
- Kilke van Buren
- Anique van Büseck
- Johan Buziau

## C
- Izaline Calister
- Inge van Calkar
- Humphrey Campbell
- Captain Cook
- Rudi Carrell
- Cashmyra
- Caza
- Cero Ismael
- Chagall
- Chardy
- Charlène
- Chavanté
- Paul Cherryseed
- Chivv
- Cho
- Tommie Christiaan
- Eddy Christiani
- CIEL
- Cilvaringz
- Soesja Citroen
- Alain Clark
- Stef Classens
- Anna-Rose Clayton
- Theo van Cleeff
- Coloray
- Cor
- Rita Corita
- Corleone
- Jaap Corn
- Ferry Corsten
- Jules de Corte
- Cosmic Crooner
- Gerard Cox
- Ben Cramer
- Crooks
- Alexander Curly

## D
- Cristian D
- Mirjam van Dam
- Ellen ten Damme
- Sandy Dane
- Danique
- Darius Dante
- Darryl
- DANY
- Heintje Davids
- Louis Davids
- Georgie Davis
- Tim Dawn
- Charlie Dée
- D-Double
- Alan Decker
- Def P
- Def Rhymz
- Rob Dekay
- Janke Dekker
- Roxy Dekker
- Ilse DeLange
- Charl Delemarre
- Jasper Demollin
- Esperanza Denswil
- Esmée Denters
- Willy Derby
- Plamen Dereu
- Desray
- Hans van Deventer
- Eric Devries
- Elske DeWall
- Dicecream
- Theo Diepenbrock
- Diggy Dex
- Digitzz
- Bill van Dijk
- Louis van Dijk
- Dingetje
- Dio
- Dior
- Diquenza
- Djaga Djaga
- Do
- Trea Dobbs
- Joost Dobbe
- Björn van der Doelen
- Don Melody Club
- Donnie
- Lenette van Dongen
- Denise van Donselaar
- Sander van Doorn
- Sharon Doorson
- Dopebwoy
- Hans Dorrestijn
- Wieteke van Dort
- Dorus
- Dotan
- Douwe Bob
- Tim Douwsma
- Sofia Dragt
- Frans Duijts
- André van Duin
- Candy Dulfer
- Hans Dulfer
- Jan Dulles
- Maurice Dumas
- Duvel
- Willem Duyn
- Dylamic
- DJ DYLVN
- Dyzack

## E
- Arthur Ebeling
- Gemma van Eck
- Polle Eduard
- Jango Edwards
- Minco Eggersman
- Han van Eijk
- Stef Ekkel
- E-Life
- EliZe
- Elmer
- Henk Elsink
- Paul Elstak
- Rik Elstgeest
- Caro Emerald
- Herman Emmink
- Emms
- Joost van Es
- Esha
- Allan Eshuijs
- Margriet Eshuijs
- Esko
- Frank van Etten
- Jennifer Evans-van der Harten
- Eves Laurent
- Jennifer Ewbank
- Excellent
- Extince
- EZG

## F
- F1rstman
- Faberyayo
- Glen Faria
- Jaïr Faria
- Faske
- Fatah
- Pam Feather
- Feis
- Sam Feldt
- Frank Ferrari
- Herman Finkers
- Jaap Fischer
- FLEMMING
- Fleurine
- Ronnie Flex
- Bente Fokkens
- Eddy Fort Moda Grog
- Bob Fosko
- Joan Franka
- Cimo Fränkel
- Jonna Fraser
- Nelson Freitas
- Frenna
- Fresku
- Jan Froger
- René Froger
- Froukje
- Leo Fuld
- Laura Fygi

## G
- Tess Gaerthé
- Jacco Gardner
- Martin Garrix
- Eelco Gelling
- Niels Geusebroek
- Nawwal Ghabri
- Anneke van Giersbergen
- Leon Giesen
- Abel van Gijlswijk
- Gikkels
- Gin Dutch
- Aukje van Ginneken
- Marieke van Ginneken
- Giovanca
- Gladde Paling
- Marinus de Goederen
- Rijk de Gooyer
- Gordon
- Corrie van Gorp
- Gotu Jim
- Jacqueline Govaert
- Pieter de Graaf
- Glennis Grace
- Fedde Le Grand
- Erny Green
- Jacob de Greeuw
- Gregossan
- Herman Grimme
- Iwan Groeneveld
- Anneke Grönloh
- Boudewijn de Groot
- Marcel de Groot
- Angela Groothuizen
- Bernadina Growell

## H
- Nico Haak
- Djurre de Haan
- Patricia van Haastrecht
- Bernard Haitink
- Frans Halsema
- Wouter Hamel
- Lucas Hamming
- Huub Hangop
- Sanne Hans
- Tol Hansse
- Hardwell
- Esther Hart
- Barry Hay
- André Hazes
- André Hazes jr.
- Roxeanne Hazes
- Headhunterz
- Bert Heerink
- Johan Heesters
- Emma Heesters
- Hef
- Ruben Hein
- Hekje31
- Oliver Heldens
- Helderheid
- Robert van Hemert
- Ben Hendriks
- Harry Hendriks
- Henkie T
- Jacques Herb
- Toon Hermans
- Hero
- Hessel
- Alides Hidding
- Specs Hildebrand
- Irene Hin
- Hind
- Chris Hinze
- Gerard Hoebe
- José Hoebee
- Rob Hoeke
- Abbey Hoes
- Johnny Hoes
- Wim Hogenkamp
- Marco de Hollander
- Peter Hollestelle
- Elle Hollis
- Johnny Holshuysen
- Babette Holtmann
- Mart Hoogkamer
- Sugar Lee Hooper
- Chris Hordijk
- Ruud Houweling
- Rita Hovink
- Job Hubatka
- Henny Huisman
- Josje Huisman
- Ilse Huizinga
- Anne-Marie Hunsel
- Massih Hutak
- Frédérique Huydts
- Mandy Huydts

## I
- Ibra
- Idaly
- Inez
- Ir-Sais
- Yoram Ish-Hurwitz
- Ismo
- ISZA

## J
- Jacin Trill
- Jack
- Niki Jacobs
- Pim Jacobs
- Ruud Jacobs
- Ruth Jacott
- Marike Jager
- Jairzinho
- Paskal Jakobsen
- Jandro
- Jannes
- Arne Jansen
- Floor Jansen
- Janine Jansen
- Laura Jansen
- Leoni Jansen
- Ernst Jansz
- Jawat!
- Jayh
- DJ Jean
- Jebroer
- Harrie Jekkers
- Jack Jersey
- Jhorrmountain
- Jiggy Djé
- Jiri11
- Judith Jobse
- Laurens Joensen
- JoeyAK
- Gerard Joling
- Bennie Jolink
- Donald Jones
- Jasperina de Jong
- Michael de Jong
- Freek de Jonge
- Edwin Jongedijk
- Johnny Jordaan
- Jordymone9
- Josylvio
- Jozo
- Julia Zahra

## K
- KA
- Jerney Kaagman
- Laura van Kaam
- Brigitte Kaandorp
- Caroline Kaart
- Johan Kaart
- Kalibwoy
- Jeroen Kant
- Nicolas Kanza
- Erikah Karst
- René Karst
- Karsu
- Pierre Kartner
- Katie Koss
- Katnuf
- Greetje Kauffeld
- Kaya Imani
- Yvonne Keeley
- Keizer
- Jan Keizer
- Simon Keizer
- Kempi
- Rob Kemps
- Wytske Kenemans
- Karin Kent
- Robin Kester
- Kevin
- Imran Khan
- Claude
- Kid de Blits
- Killer Kamal
- Kimo
- King Lover
- Sharon Kips
- Kizzy
- Joost Klein
- Wesley Klein
- Kleine John
- Kleine Viezerik
- Simone Kleinsma
- René Klijn
- Tim Kliphuis
- KlompenVincent
- Klopdokter
- Klyne
- KM
- Loeki Knol
- Tim Knol
- Peter Koelewijn
- Peter Koene
- Mariska van Kolck
- Arno Kolenbrander
- Aliyah Kolf
- Josee Koning
- Sterre Koning
- Peter de Koning
- Corry Konings
- Jeroen van Koningsbrugge
- Sascha Koninkx
- Hessel van der Kooij
- Jantje Koopmans
- Truusje Koopmans
- Wim Koopmans
- Kasper van Kooten
- Kosso
- Kovacs
- Kraantje Pappie
- Hans Kraay jr.
- Kees Kraayenoord
- Iris Kroes
- Wolter Kroes
- Rick van der Kroon
- Philip Kroonenberg
- Rolinha Kross
- Sophia Kruithof
- Krystl
- Kubus
- Lenny Kuhr
- Kyteman

## L
- Natalie La Rose
- Lakshmi
- Wilma Landkroon
- Lange Frans
- Latifah
- Thé Lau
- Duncan Laurence
- Lauwtje
- Lavalu
- Leafs
- Leblanco
- Thijs van Leer
- Judith de Leeuw
- Paul de Leeuw
- Rick de Leeuw
- Ferry van Leeuwen
- Robbie van Leeuwen
- Leine
- Legowelt
- Jennie Lena
- Bertolf Lentink
- LePrince
- Heddy Lester
- Sofie Letitre
- Berget Lewis
- Lexxxus
- Rachel van Lier
- Lijpe
- Lil' Kleine
- Reggy Lines
- Susanne Linssen
- Marnix Lippmann
- Liesbeth List
- Zoë Livay
- Daniël Lohues
- Lisa Lois
- Julya Lo'ko
- Jamai Loman
- Robert Long
- Loona
- Mark Lotterman
- Famke Louise
- Rachèl Louise
- LouiVos
- Fay Lovsky
- Lowkey
- Huub van der Lubbe
- Suzanna Lubrano
- Arjen Anthony Lucassen
- Lucky Fonz III
- Petra Lugtenburg
- Erik van der Luijt
- Lusho
- Charly Luske
- LUWTEN
- Kaz Lux
- MC Lynx

## M
- Maan
- Machario
- Theo Mackaay
- Ralf Mackenbach
- Nick MacKenzie
- Maggie MacNeal
- Jeangu Macrooy
- DJ Madman
- Madoux
- Hannah Mae
- Mafe
- Gerson Main
- Nathalie Makoma
- Tom Manders
- Eva van Manen
- Ralph van Manen
- Man!e
- André Manuel
- Fien de la Mar
- Nap de la Mar
- Maribelle
- Imca Marina
- Marlayne
- Marone
- Paul Marselje
- Tino Martin
- Maryn Charlie
- Maud
- Maxine
- Maxje
- Case Mayfield
- Mazey Haze
- MEAU
- Guus Meeuwis
- Klaasje Meijer
- Leonie Meijer
- Meis
- Misha Mengelberg
- Willem Mengelberg
- Meo
- Rein Mercha
- Mercy John
- Tess Merlot
- Merol
- Harry Merry
- Jeroen van Merwijk
- Silver Metz
- Anita Meyer
- Michelle
- Davina Michelle
- MC Miker G
- Jana Mila
- CB Milton
- Hadewych Minis
- MocroManiac
- Moeman
- Monsif
- Lenny Monsou
- Antje Monteiro
- Romy Monteiro
- Miss Montreal
- Joya Mooi
- Irene Moors
- Philly Moré
- Luna Morgenstern
- André Moss
- Murth Mossel
- Jan Mühren
- Mula B
- Danny de Munk
- Paul de Munnik
- Murda
- Harry Muskee
- Jochem Myjer

## N
- Naaz
- Nana Adjoa
- Xerxes Naseri
- Nasty
- Nathalie Blue
- Natte Visstick
- Tony Neef
- Negativ
- Manke Nelis
- néomí
- Newland
- Benny Neyman
- Danny Nicolay
- Nielson
- Astrid Nijgh
- Theo Nijland
- Rob de Nijs
- Nikki
- Nina
- Nobu
- Louis Noiret
- Nona
- Nonchelange
- Noor
- Yorick van Norden
- Novastar
- Joost Nuissl
- Numidia

## O
- Ome Henk
- Trijntje Oosterhuis
- Marlous Oosting
- Maaike Ouboter

## P
- Drs. P
- Patricia Paay
- Jetty Paerl
- Annie Palmen
- Paula Paloma
- Gers Pardoel
- Robert Paul
- Sheila Payne
- Pearl Joan
- Rogier Pelgrim
- Justine Pelmelay
- J Perkin
- Perquisite
- Adriaan Persons
- Rochelle Perts
- Oliver Pesch
- Ciska Peters
- Maarten Peters
- Phatt
- Leona Philippo
- Pete Philly
- Phreako Rico
- Jody Pijper
- Pitou
- Pjotr
- Nienke Plas
- Syb van der Ploeg
- Jack Poels
- Poke
- Mr. Polska
- Henk Poort
- Postman
- Max van Praag
- Priceless
- Priester
- Michael Prins
- Joost Prinsen
- Mr. Probz
- Isabel Provoost
- Okke Punt

## Q
- Qucee
- Quique

## R

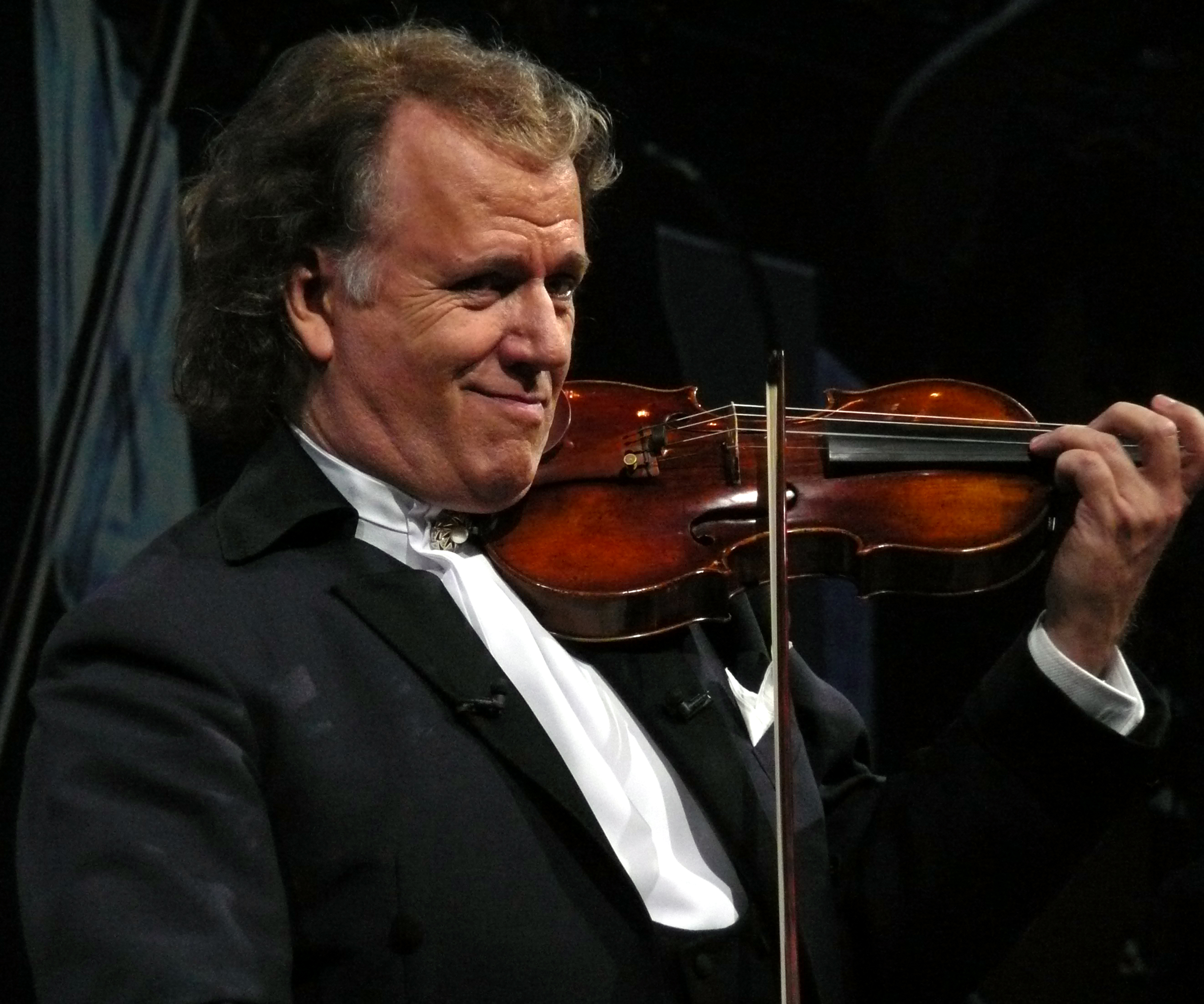
André Rieu

- R3hab
- Ramblin' Eddy
- Ramiks
- Rani
- Rasskulz
- Ray Fuego
- Raymzter
- RBDjan
- Reanny
- Jett Rebel
- Pascal Redeker
- Redlight Boogie
- Sandra Reemer
- Jaap Reesema
- Gé Reinders
- Remme
- Carlo Resoort
- Annie de Reuver
- Reverse
- Nadie Reyhani
- Rita Reys
- Jan Rietman
- André Rieu
- Rimon
- René Riva
- Riza
- Rocks
- Ria Roda
- Alex Roeka
- Dries Roelvink
- Edsilia Rombley
- Aafke Romeijn
- Nicky Romero
- Chris de Roo
- Maarten van Roozendaal
- Don Rosenbaum
- Jimmy Rosenberg
- Stochelo Rosenberg
- Ntjam Rosie
- Jan Rot
- Roxy Rosa
- Sem Rozendaal
- RS
- Big John Russell
- Johannes Rypma

## S
- S10
- Julia Sabaté
- Harry Sacksioni
- Daniel Sahuleka
- Marlayne Sahupala
- Salah Edin
- ADF Samski
- San Holo
- Rolf Sanchez
- Mathilde Santing
- Sarah
- Sarita Lorena
- Ben Saunders
- Peter Schaap
- Frans van Schaik
- Marga Scheide
- Anny Schilder
- Jay Coster & Tanya
- Nick Schilder
- Willy Schobben
- Bob Scholte
- Teddy Scholten
- Linde Schöne
- Tineke Schouten
- Janne Schra
- Cobi Schreijer
- Duifje Schuitenvoerder
- Marco Schuitmaker
- Birgit Schuurman
- Katja Schuurman
- René Schuurmans
- Milly Scott
- Sef
- Sefa
- SERA
- Sevdaliza
- Sevn Alias
- Ramses Shaffy
- Shishani
- Sibbele
- Sieneke
- Eva Simons
- Hein Simons
- Simone Simons
- Paul Sinha
- Sita
- Sjaak
- Laura Sjin
- Margriet Sjoerdsma
- Skate the Great
- Skiggy Rapz
- Ray Slijngaard
- Harry Slinger
- Sluwe Ollie
- De Sluwe Vos
- Mitsey Smeekens
- Guus Smeets
- Coosje Smid
- Ernst Daniël Smid
- Carola Smit
- Jan Smit
- Monique Smit
- Floortje Smit
- Snelle
- Snelle Jelle
- Wende Snijders
- Wibi Soerjadi
- Soesi B
- Solex
- Marlies Somers
- Wim Sonneveld
- Sonny Diablo
- Sor
- SpaceKees
- Lori Spee
- Koos Speenhoff
- John Spencer
- Frédérique Spigt
- Spinvis
- SRNO
- Bonnie St. Claire
- DJ St. Paul
- Ede Staal
- Sabrina Starke
- Steen
- Jet van der Steen
- Samantha Steenwijk
- Stefania
- Steff
- Cor Steijn
- Simon Stein
- Thérèse Steinmetz
- Berdien Stenberg
- Sterre
- Sticks
- DJ Stijco
- Robert Jan Stips
- Sophie Straat
- Ed Struijlaart
- Conny Stuart
- Suzan & Freek
- Suzie
- Yori Swart

## T
- Tabitha
- Zoë Tauran
- Wally Tax
- Hans Teeuwen
- Mieke Telkamp
- Henk Temming
- Terilekst
- Tessa June
- Julian Thomas
- Tiësto
- Mirjam Timmer
- Gert Timmerman
- Hermien Timmerman
- Ronnie Tober
- T.O.F.
- Signe Tollefsen
- Hansen Tomas
- Cheyenne Toney
- Tony Scott
- Dimitri van Toren
- Kees Torn
- Toverberg
- Lee Towers
- Arnie Treffers
- Jacin Trill
- Trobi
- Gerald Troost
- Tur-G
- Typhoon

## U
- U-Niq
- Unorthadox
- Isabèl Usher

## V
- Valensia
- Robby Valentine
- Ria Valk
- Conny Vandenbos
- Anne Vanderlove
- Ad Vanderveen
- Vanessa
- Babette van Veen
- Herman van Veen
- Cees Veerman
- Piet Veerman
- Dani van Velthoven
- Henri van Velzen
- Roel van Velzen
- Dennis van de Ven
- Suzanne Venneker
- Danny Vera
- Maria Verano
- Mariska Veres
- Iris Verhoek
- Lucas Vermeer
- Bram Vermeulen
- Hans Vermeulen
- Roland Verstappen
- Jerry van Vianen
- Vic9
- Vieze Fur
- Vinchenzo
- Conny Vink
- Ad Visser
- Eefje de Visser
- Alex Vissering
- Laura Vlasblom
- Paul van Vliet
- Hans Vonk
- René van Vooren
- Sarina Voorn
- Hilde Vos
- Cornelis Vreeswijk
- Henny Vrienten
- Erwin de Vries

## W
- Edo de Waart
- Linda Wagenmakers
- Django Wagner
- Bilal Wahib
- Eddy Walsh
- Willie Wartaal
- Elijah Waters
- Waylon
- Jordan Wayne
- Marianne Weber
- Wyke van Weelden
- Renée van Wegberg
- Dennis Wels
- Max Werner
- Albert West
- Henk Westbroek
- Cherry Wijdenbosch
- Henk Wijngaard
- Ivo de Wijs
- Piter Wilkens
- Toni Willé
- Vic Willems
- Winne
- Florian Wolff
- Wudstik
- Wulf

## X
- Xerxes Naseri

## Y
- Yade Lauren
- Laura Yasmin
- Yes-R
- Young Ellens
- YS
- Yssi SB
- Yukkie B
- Yung Felix
- Yurmaine
- YXNGLE

## Z
- Maria Zamora
- Zangeres Zonder Naam
- Jim van der Zee
- Bart Zeilstra
- Zeus
- Jeroen Zijlstra
- Hans Zomer
- Rikkert Zuiderveld
- Elly Zuiderveld-Nieman
- Zwarte Riek